# Centre de documentation et de recherche sur l'Asie du Sud-Est et le monde insulindien
 (janvier 2025).
Georges Condominas crée en 1962, avec André-Georges Haudricourt et Lucien Bernot, le Centre de documentation et de recherche sur l'Asie du Sud-Est et le monde insulindien (CeDRASEMI), un passage obligé pour tous les chercheurs français travaillant sur cette aire de civilisation.

## Histoire

### La fondation du CeDRASEMI (1962-1981)
Le CeDRASEMI dispose d'une bibliothèque particulièrement riche. Elle n'était, lors de la création de la RCP (« Recherche coopérative sur programme ») 611 du CNRS en 1964, qu'un simple support de documentation mais elle s'étoffe régulièrement. Dès l'année suivante, en 1965, elle reçoit un important fonds en provenance du musée national des Arts d'Afrique et d'Océanie (MNAAO anciennement Musée des colonies), ce qui lui permet de doubler son fonds, le portant à environ 1 500 ouvrages. Une décennie plus tard, en 1972, « d'un simple support documentaire le fonds documentaire devenait bibliothèque naissante » avec près de 5 000 ouvrages et 350 titres de périodiques dont 60 vivants, le tout installé dans les locaux de l'Ehess. Plusieurs doctorantes gèrent la bibliothèque comme Liêu Mignot-Cao Thi, Nelly Krowolsky et Annick Lévy. En décembre 1979, à la veille de son déménagement à Valbonne (Sophia Antipolis), la bibliothèque compte environ 15 000 références et 850 titres de périodiques dont 160 vivants, la moitié étant obtenus par échange avec la revue du centre, ASEMI.

### L'expérience de Valbonne et la fin du CeDRASEMI (1981-1984)
En 1981, le CeDRASEMI est relocalisé à Sophia Antipolis (Valbonne) et s'installe dans un bâtiment influencé par l'ethnoarchitecture.
La bibliothèque fait l'objet d'attention particulières. Cependant, les problèmes y sont nombreux. Le déménagement du centre à Valbonne nuit aux acquisitions. Ainsi, la bibliothèque du CeDRASEMI ne reçoit plus de la Bibliothèque nationale les doubles envoyés par la Bibliothèque nationale de Hanoï, désormais adressés à l'université Paris VII ou au CID Vietnam. En outre, les fichiers du catalogue ne sont pas tenus à jour et les pertes nombreuses.
Trop excentré, mal reliée aux axes de communication, le choix de la localisation du centre à Valbonne est critiqué par le CNRS. Le maintien du Centre est menacé à l'occasion d'une réorganisation des structures du CNRS menée par Maurice Godelier en 1984. Georges Condominas ne cherche pas à lutter contre les attaques et démissionne, laissant le Centre disparaître. Au bout du compte, la fin du CeDRASEMI a pour conséquence la dispersion de sa bibliothèque.

### La bibliothèque ASEMI aujourd'hui
Le fonds documentaire spécialisé sur l'Asie du Sud-Est issu du CeDRASEMI a été installé en 1988 à la Bibliothèque de la Faculté de Lettres et Sciences Humaines de l'Université de Nice et est devenu la bibliothèque ASEMI. Une partie du fonds, environ 5 000 titres, a été transféré en 1996 à Aix-Marseille au bénéfice de l'équipe CNRS/IRSEA. Aujourd'hui, la bibliothèque ASEMI de l'Université de Nice recense encore 10 000 ouvrages, 5 000 tirés à part, 300 collections de périodiques, un millier de cartes et 6 000 photographies.

### La photothèque ASEMI

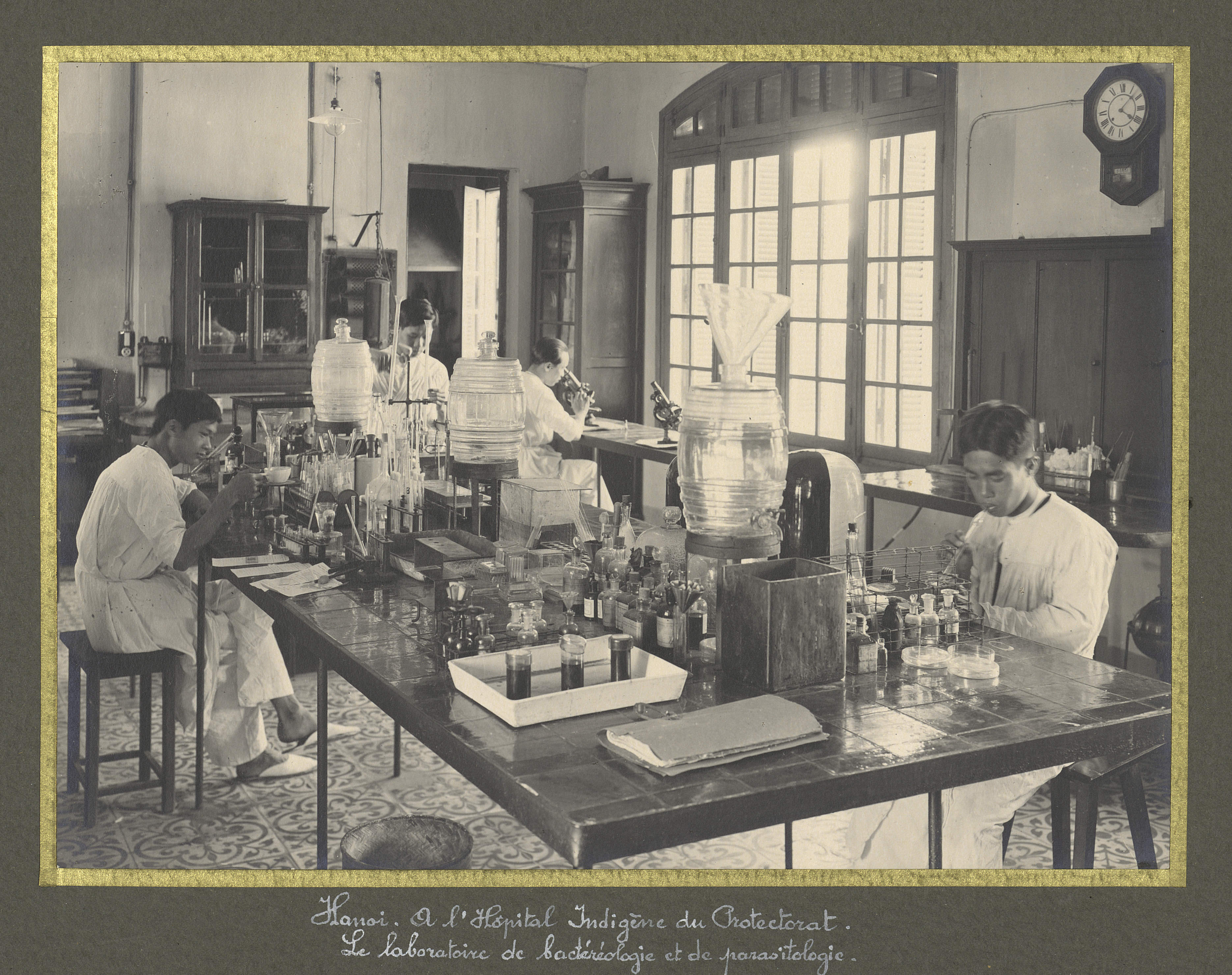
Laboratoire de bactériologie et de parasitologie, Hôpital Indigène du Protectorat, Hanoï.

Composée de près de 6000 clichés principalement issues de l'ancienne bibliothèque du Ministère des Colonies (située dans le musée des colonies ou Musée de la Porte dorée), la photothèque ASEMI est un ensemble documentaire précieux dont plusieurs ensembles n'ont jamais fait l'objet d'aucune étude.
Plus de la moitié de ces photographies ont été réalisées entre 1860 et 1900, période correspondante aux débuts et aux premiers âges d'or de la photographie en Asie et constituent une mine précieuse notamment pour les chercheurs travaillant sur la mémoire civile et militaire de l'Indochine française. 75 % de la collection porte en effet sur l'Indochine de la conquête avec des clichés d'Emile Gell notamment aux conflits qui conduiront à la fin de la colonie (la collection Azambre présente en effet des photographies de Hanoï de 1949 à 1954 soit jusqu'à la toute fin de l'Indochine française).
Outre les photographes de l'Indochine, la photothèque ASEMI compte également environ 500 clichés du Japon, 500 d'Inde, 300 de Chine, 200 de l'Asie du Sud-Est insulaire, 150 de Madagascar et des iles de l'océan indien et 50 de Corée. 
Des photographes relativement célèbres comme Emile Gsell, mais aussi le lieutenant de vaisseau G. Simon à qui l'on doit les premiers relevés et prises de vues du Bas et Moyen Mékong de 1893 à 1896, ou encore James, photographe de la mission Pavie (1879-1895) sont représentés. On recense également d'autres photographes moins étudiés ayant opéré en Asie à la fin du XIXe siècle, comme Salin, Lemire, Pestel, le couple Bel, Antonio, Bouillaud, Abbayeradjou ou Vuillaume.
Mais la collection la plus importante en terme quantitatif est celle constituée par le peintre Louis-Jules Dumoulin lors de ces 2 mission officielles en Asie en 1888-89 puis en 1896-97,. Cet ensemble de près d'un millier de clichés pour certains pris de sa main mais surtout achetés sur place auprès des studios de photographies installés dans des villes comme Yokohama, Shanghai, Saigon ou Hanoï par exemple.

## Bilan du CeDRASEMI
Le bilan de cette expérience institutionnelle est largement reconnu dans le monde universitaire :
« Pendant trois décennies, ce centre (qui publie une revue, ASEMI) et le séminaire de la direction d'études de Georges Condominas à l'ÉHESS seront un lieu de ralliement et la pépinière de la recherche française sur l'Asie du Sud-Est ». « La création du CeDRASEMI manifeste le dynamisme didactique et donne une grande visibilité sociale et académique à l'anthropologie française ».